# Pachynematus fallax
Pachynematus fallax är en stekelart som först beskrevs av Audinet-serville 1823.  Pachynematus fallax ingår i släktet Pachynematus, och familjen bladsteklar. Arten är reproducerande i Sverige.